# Martin Kissel
 Martin Kissel  (* 22. November 1958 in Dahn) ist ein deutscher Hörfunkjournalist.

## Leben
Kissel kam 1980 zu einem Studium nach Freiburg im Breisgau und schloss 1990 in Basel als Diplomsportlehrer ab. Im gleichen Jahr ging er zum privaten „Schwarzwaldradio“. 1991 berichtete er als Sportreporter für landesweite Privatradios von den Schwimmweltmeisterschaften in Perth, Australien, den Australian Open in Melbourne, den Wimbledon Championships im Tennis, den Schwimmeuropameisterschaften in Athen und den Leichtathletik-Weltmeisterschaften in Tokio. Nach der Übernahme von „Schwarzwaldradio“ durch „Radio Regenbogen“ 1992 wechselt er zu SWF3 – zunächst als Autor und Parodist, dann auch als Reporter und Redakteur. Seine erste Serie bei SWF3 wird ab 1992 „Sielmanns Tierleben“. Seit 2001 liefert Kissel regelmäßig der Satiresendung „Zugabe“ auf WDR 2 den Tagesschau-Remix zu. Seit dem 26. März 2012 ist Kissel mit dem Internetauftritt derpodcast.de online. Er lebt in Freiburg. Als parteiloser Direktkandidat kandidierte Kissel im Wahlkreis 281 Freiburg bei den Wahlen zum 18. Deutschen Bundestag und gewann 1,1 % der Stimmen.
Fünf Monate vor der Bundestagswahl, im April 2013, beantragte Kissel beim SWR die Gewährung von unbezahltem Wahlvorbereitungsurlaub, der gemäß dem Grundgesetz zu gewähren ist (Art. 48: (1) Wer sich um einen Sitz im Bundestage bewirbt, hat Anspruch auf den zur Vorbereitung seiner Wahl erforderlichen Urlaub.). Daraufhin erhielt Kissel ein Einschreiben vom Südwestrundfunk mit der „Mitteilung über die Beendigung der Mitarbeit“ für den SWR, also praktisch eine Kündigung nach mehr als 20 Jahren als Reporter, Autor und Redakteur. Seither befindet sich Kissel mit dem SWR im Rechtsstreit, dessen Fortgang Kissel in seinem Internetportal www.derpodcast.de dokumentiert.

## Werke
- „Sielmanns Tierleben“ – SWF3, Comedy 1992 – 1998, Heinz-Sielmann-Parodie; über 100 Folgen.
- „Holzkobb – Schunn widder nid im Programm“ – SWF3/SWR3, Comedy 1993 – 2006, der mysteriöse pfälzische Anrufer am Nachmittag versucht verzweifelt, seine Gags im Programm zu platzieren und bezeichnet den Moderator am Schluss stets als „Holzkobb“; rund 750 Folgen.
- „Zapp mit Sepp“ – SWF3, Comedy 1996 - 1997, Sepp führt wöchentlich durch das Fernsehprogramm der kommenden Woche; rund 70 Folgen.
- „Starr war’s“ – SWR1 Rheinland-Pfalz, Comedy 1999, über den US-Ermittler Kenneth Starr (Amtsenthebungsverfahren gegen Präsident Clinton). Starr kommt in der Serie nicht ein einziges Mal vor; 36 Folgen.
- „Die letzten 100 Tage des Bundespräsidenten“ – SWR1-RP, Comedy 1999, Roman-Herzog-Parodie. Herzog kommentiert täglich den Countdown bis zu seiner Verabschiedung; 100 Folgen.
- „Die Leute von der Sama-Ranch“ – SWR3, Comedy 2000, zu den Olympischen Spielen 2000, die letzten unter IOC-Präsident Juan Antonio Samaranch; 13 Folgen.
- „SWR3Minuten“ – SWR3, Internetfernsehen, Comedy, 2008, Studio zu den Olympischen Sommerspielen 2008.
- „SWR3Minuten“ – SWR3, Internetfernsehen, Comedy, 2008, Studio zur Fußball-EM 2008.
- „SWR3Minuten“ – SWR3, Internetfernsehen, Comedy, 2009, NATO-Gag-Quartier zum NATO-Gipfeltreffen in Baden-Baden.
- „Tagesschau-Remix“ – SWF3/SWR3, Comedy 2000 – 2008, WDR 2, Comedy, seit 2001, O-Ton-Manipulation. Tagesschau-Sprecher bringen „die etwas anderen“ Nachrichten; bisher rund 1200 Folgen.[4]
- „Horst von Wegen hilft …“ – SR 1 Europawelle, 2008[5]
- „Kanzlerin voll direkt“ – SWR3, Comedy seit 2009, O-Ton-Manipulation. Die Kanzlerin sagt, was der Autor denkt; bisher über 200 Folgen.[6]